# 8.ª etapa do Tour de France de 2021
A 8.ª etapa do Tour de France de 2021 teve lugar a 3 de julho de 2021 entre Oyonnax e Le Grand-Bornand sobre um percurso de 150,8 km e foi vencida pelo belga Dylan Teuns da equipa Bahrain Victorious. O esloveno Tadej Pogačar da equipa UAE Emirates converteu-se no novo líder da prova.

## Classificação da etapa
| Oyonnax - Le Grand-Bornand | alta montanha | (150,8 km) |

| \| Classificação por etapas \| Classificação por etapas \| Classificação por etapas \| Classificação por etapas \| Classificação por etapas \| \| Ciclista \| Ciclista \| Equipe \| Tempo \| \| \| ------------------------ \| ------------------------ \| ------------------------ \| ------------------------ \| ------------------------ \| \| 1. \| Dylan Teuns \| Bahrain Victorious \| 3h54m41s \| \| \| 2. \| Ion Izagirre \| Astana-Premier Tech \| + 44s \| \| \| 3. \| Michael Woods \| Israel Start-Up Nation \| + 47s \| \| \| 4. \| Tadej Pogačar \| UAE Team Emirates \| + 49s \| \| \| 5. \| Wout Poels \| Bahrain Victorious \| + 2m33s \| \| \| 6. \| Simon Yates \| BikeExchange \| + 2m43s \| \| \| 7. \| Aurélien Paret-Peintre \| AG2R Citroën Team \| + 3m03s \| \| \| 8. \| Guillaume Martin \| Cofidis \| + 3m03s \| \| \| 9. \| Mattia Cattaneo \| Deceuninck-Quick Step \| + 4m07s \| \| \| 10. \| Jonas Vingegaard \| Jumbo-Visma \| + 4m09s \| \| |                        |                        |          |
| |                        |                        |          |
| Fonte: ProCyclingStats |                        |                        |          |
| Classificação por etapas |                        |                        |          |
| Ciclista | Ciclista               | Equipe                 | Tempo    |
| 1. | Dylan Teuns            | Bahrain Victorious     | 3h54m41s |
| 2. | Ion Izagirre           | Astana-Premier Tech    | + 44s    |
| 3. | Michael Woods          | Israel Start-Up Nation | + 47s    |
| 4. | Tadej Pogačar          | UAE Team Emirates      | + 49s    |
| 5. | Wout Poels             | Bahrain Victorious     | + 2m33s  |
| 6. | Simon Yates            | BikeExchange           | + 2m43s  |
| 7. | Aurélien Paret-Peintre | AG2R Citroën Team      | + 3m03s  |
| 8. | Guillaume Martin       | Cofidis                | + 3m03s  |
| 9. | Mattia Cattaneo        | Deceuninck-Quick Step  | + 4m07s  |
| 10. | Jonas Vingegaard       | Jumbo-Visma            | + 4m09s  |

## Classificações ao final da etapa

### Classificação geral(Maillot Jaune)
| \| Classificação geral \| Classificação geral \| Classificação geral \| Classificação geral \| Classificação geral \| \| Ciclista \| Ciclista \| Equipe \| Tempo \| \| \| ------------------- \| ------------------- \| ------------------- \| ------------------- \| ------------------- \| \| 1. \| Tadej Pogačar \| UAE Team Emirates \| 29h38m25s \| \| \| 2. \| Wout van Aert \| Jumbo-Visma \| + 1m48s \| \| \| 3. \| Alexey Lutsenko \| Astana-Premier Tech \| + 4m38s \| \| \| 4. \| Rigoberto Urán \| EF Education-Nippo \| + 4m46s \| \| \| 5. \| Jonas Vingegaard \| Jumbo-Visma \| + 5m00s \| \| \| 6. \| Richard Carapaz \| Ineos Grenadiers \| + 5m01s \| \| \| 7. \| Wilco Kelderman \| Bora-Hansgrohe \| + 5m13s \| \| \| 8. \| Enric Mas \| Movistar Team \| + 5m15s \| \| \| 9. \| David Gaudu \| Groupama-FDJ \| + 5m52s \| \| \| 10. \| Pello Bilbao \| Bahrain Victorious \| + 6m41s \| \| |                  |                     |           |
| |                  |                     |           |
| Fonte: ProCyclingStats |                  |                     |           |
| Classificação geral |                  |                     |           |
| Ciclista | Ciclista         | Equipe              | Tempo     |
| 1. | Tadej Pogačar    | UAE Team Emirates   | 29h38m25s |
| 2. | Wout van Aert    | Jumbo-Visma         | + 1m48s   |
| 3. | Alexey Lutsenko  | Astana-Premier Tech | + 4m38s   |
| 4. | Rigoberto Urán   | EF Education-Nippo  | + 4m46s   |
| 5. | Jonas Vingegaard | Jumbo-Visma         | + 5m00s   |
| 6. | Richard Carapaz  | Ineos Grenadiers    | + 5m01s   |
| 7. | Wilco Kelderman  | Bora-Hansgrohe      | + 5m13s   |
| 8. | Enric Mas        | Movistar Team       | + 5m15s   |
| 9. | David Gaudu      | Groupama-FDJ        | + 5m52s   |
| 10. | Pello Bilbao     | Bahrain Victorious  | + 6m41s   |

### Classificação por pontos(Maillot Vert)
| Classificação por pontos | Classificação por pontos | Classificação por pontos | Classificação por pontos | Classificação por pontos |
| Ciclista                 | Ciclista                 | Equipe                   | Pontos                   |                          |
| ------------------------ | ------------------------ | ------------------------ | ------------------------ | ------------------------ |
| 1.                       | Mark Cavendish           | Deceuninck-Quick Step    | 168 pts                  |                          |
| 2.                       | Michael Matthews         | BikeExchange             | 113 pts                  |                          |
| 3.                       | Mathieu van der Poel     | Alpecin-Fenix            | 103 pts                  |                          |
| 4.                       | Jasper Philipsen         | Alpecin-Fenix            | 102 pts                  |                          |
| 5.                       | Nacer Bouhanni           | Arkéa-Samsic             | 99 pts                   |                          |
| 6.                       | Sonny Colbrelli          | Bahrain Victorious       | 86 pts                   |                          |
| 7.                       | Julian Alaphilippe       | Deceuninck-Quick Step    | 84 pts                   |                          |
| 8.                       | Tadej Pogačar            | UAE Team Emirates        | 79 pts                   |                          |
| 9.                       | Peter Sagan              | Bora-Hansgrohe           | 72 pts                   |                          |
| 10.                      | Matej Mohorič            | Bahrain Victorious       | 62 pts                   |                          |

### Classificação da montanha(Maillot à Pois Rouges)
| Classificação da montanha | Classificação da montanha | Classificação da montanha | Classificação da montanha | Classificação da montanha |
| Ciclista                  | Ciclista                  | Equipe                    | Pontos                    |                           |
| ------------------------- | ------------------------- | ------------------------- | ------------------------- | ------------------------- |
| 1.                        | Wout Poels                | Bahrain Victorious        | 23 pts                    |                           |
| 2.                        | Michael Woods             | Israel Start-Up Nation    | 16 pts                    |                           |
| 3.                        | Dylan Teuns               | Bahrain Victorious        | 12 pts                    |                           |
| 4.                        | Matej Mohorič             | Bahrain Victorious        | 11 pts                    |                           |
| 5.                        | Tadej Pogačar             | UAE Team Emirates         | 10 pts                    |                           |
| 6.                        | Guillaume Martin          | Cofidis                   | 8 pts                     |                           |
| 7.                        | Aurélien Paret-Peintre    | AG2R Citroën Team         | 8 pts                     |                           |
| 8.                        | Nairo Quintana            | Arkéa-Samsic              | 6 pts                     |                           |
| 9.                        | Sepp Kuss                 | Jumbo-Visma               | 6 pts                     |                           |
| 10.                       | Ide Schelling             | Bora-Hansgrohe            | 5 pts                     |                           |

### Classificação do melhor jovem(Maillot Blanc)
| Classificação dos jovens | Classificação dos jovens | Classificação dos jovens | Classificação dos jovens | Classificação dos jovens |
| Ciclista                 | Ciclista                 | Equipe                   | Tempo                    |                          |
| ------------------------ | ------------------------ | ------------------------ | ------------------------ | ------------------------ |
| 1.                       | Tadej Pogačar            | UAE Team Emirates        | 29h38m25s                |                          |
| 2.                       | Jonas Vingegaard         | Jumbo-Visma              | + 5m00s                  |                          |
| 3.                       | David Gaudu              | Groupama-FDJ             | + 5m52s                  |                          |
| 4.                       | Aurélien Paret-Peintre   | AG2R Citroën Team        | + 7m33s                  |                          |
| 5.                       | Lucas Hamilton           | BikeExchange             | + 31m48s                 |                          |
| 6.                       | Mark Donovan             | Team DSM                 | + 35m20s                 |                          |
| 7.                       | Sergio Higuita           | EF Education-Nippo       | + 37m09s                 |                          |
| 8.                       | Neilson Powless          | EF Education-Nippo       | + 45m08s                 |                          |
| 9.                       | Brent Van Moer           | Lotto-Soudal             | + 46m28s                 |                          |
| 10.                      | Dorian Godon             | AG2R Citroën Team        | + 47m26s                 |                          |

### Classificação por equipas(Classement par Équipe)
| Classificação por equipes | Classificação por equipes | Classificação por equipes | Classificação por equipes |
| Equipe                    | Equipe                    | Tempo                     |                           |
| ------------------------- | ------------------------- | ------------------------- | ------------------------- |
| 1.                        | Bahrain Victorious        | 89h03m04s                 |                           |
| 2.                        | Astana-Premier Tech       | + 15m34s                  |                           |
| 3.                        | Jumbo-Visma               | + 18m27s                  |                           |
| 4.                        | AG2R Citroën Team         | + 25m12s                  |                           |
| 5.                        | Ineos Grenadiers          | + 28m49s                  |                           |
| 6.                        | Trek-Segafredo            | + 38m31s                  |                           |
| 7.                        | Team BikeExchange         | + 39m12s                  |                           |
| 8.                        | EF Education-Nippo        | + 44m21s                  |                           |
| 9.                        | Deceuninck-Quick Step     | + 47m21s                  |                           |
| 10.                       | UAE Team Emirates         | + 53m09s                  |                           |

## Abandonos
Nenhum.